# André Marquis
André Amédée Abel Marquis (Tolone, 24 ottobre 1883 – La Roche-sur-Yon, 15 ottobre 1957) è stato un ammiraglio francese, comandante della piazzaforte di Tolone all'atto dell'invasione tedesca della Francia di Vichy. Per la mancata resistenza alle forze tedesche che cercavano di catturare la flotta francese (Operazione Lila), e per il conseguente autoaffondamento delle navi, dopo la fine della seconda guerra mondiale fu processato, degradato e condannato a cinque anni di carcere. Nel 1950 fu graziato e poi ottenne la revoca della condanna.

## Biografia
Nacque a Tolone (Var) il 24 ottobre 1883, figlio dell'ammiraglio René Julien Marquis. Entrò nella Marine Nationale nel 1900, è nominato aspirante guardiamarina il 5 ottobre 1903, prestò inizialmente servizio presso il comando del porto di Tolone. Promosso tenente di vascello il 5 ottobre 1905 si imbarcò sulla nave da battaglia Saint Louis, appartenente alla squadra del Mediterraneo. Dal 1º gennaio 1908 frequentò la Scuola ufficiali sommergibilisti, dove conseguì il brevetto di ufficiale sommergibilista.
Il 14 agosto 1908 diventa secondo in comando a bordo del sommergibile Saphir, appartenente alla 1ª Flottiglia sommergibili del Mediterraneo basata a Tolone, al comando del comandante Pierre Hubert.
Il 1º gennaio 1912 si imbarcò sull'incrociatore corazzato Léon Gambetta, come aiutante di bandiera del contrammiraglio Louis Dartige du Fournet, comandante la 1ª Divisione leggera della 1ª Squadra. Viene promosso tenente di vascello il 19 marzo 1912, e il 1 ottobre dello stesso anno assume il comando del sommergibile Triton, appartenente alla Stazione sommergibili di Cherbourg. Il 7 ottobre 1916, in piena prima guerra mondiale, assume il comando del sommergibile Brumaire, e successivamente viene insignito della Croce di Cavaliere della Legion d'onore. Il 1º gennaio 1918 è distaccato presso il porto di Tolone.
Promosso al rango di capitano di corvetta il 1º agosto 1920, diviene Ufficiale anziano presso la Scuola superiore della Marina a Parigi il 1º gennaio 1921. Nel corso del 1922 assume l'incarico di Ufficiale d'ordinanza del Ministro della Marina, ed è promosso capitano di fregata il 25 agosto 1923. Nell'ottobre 1924 assume il comando dell'avviso Ancre e della scuola per piloti. Nel 1927 diviene Auditore al Centre des Hautes Études Navales, e nel 1928 assume l'incarico di Addetto navale (Attaché) presso l'ambasciata di Francia a Roma. Promosso capitano di vascello il 3 dicembre 1929, nel corso del 1930 rientrò in Francia per assumere, nel dicembre, dello stesso anno il comando dell'incrociatore-scuola Jeanne d'Arc in allestimento a Saint-Nazaire. Il 1º gennaio 1932 entrò, come membro, nel Consiglio di perfezionamento delle Scuole della Marina e divenne Comandante della Scuola d'applicazione. Nel corso del 1933 compì una crociera di addestramento in Estremo Oriente a bordo dell'incrociatore-scuola Jeanne d'Arc, e nello stesso anno viene nominato direttore degli studi presso il Centre des Hautes Études Navales. Elevato al rango di contrammiraglio nel gennaio 1936, divenne professore di tattica presso la Scuola di guerra navale nel luglio 1937. Nel marzo dell'anno successivo assunse il comando della 3emé Escadre légère del Mediterraneo, innalzando la sua insegna sull'incrociatore leggero Marseillaise.
Lo scoppio della seconda guerra mondiale, il 2 settembre 1939, lo vede comandante della 3emé Escadre légère del Mediterraneo, alzando la sua insegna a bordo dell'incrociatore leggero Marseillaise. Dopo la resa della Francia, nel luglio 1940 viene promosso viceammiraglio e nominato Prefetto del 5º Distretto marittimo di Tolone. Il 27 novembre 1940, a nome del governo di Vichy, riceve ufficialmente a Tolone 1.046 ufficiali e marinai francesi rimpatriati dall'Inghilterra a bordo della nave ospedale Canada. Si trattava di marinai civili appartenenti a navi requisite dei britannici e di marinai militari appartenenti alle navi catturate nei porti inglesi. Con lui, a ricevere i marittimi, il contrammiraglio Lucien Marius Gustave Cayol.
Il 27 novembre 1942 viene arrestato dai tedeschi nel suo letto, nell'ambito delle operazioni per la cattura della flotta francese presente a Tolone (Operazione Lila).
Per la mancata resistenza ai tedeschi, e per avere collaborato con l'ammiraglio Jean de Laborde alla distruzione della flotta di Tolone, nel 1946 l'Alta Corte di giustizia lo condanna a cinque anni di prigione per tradimento, con la pena accessoria della degradazione a vita. Nel settembre 1950 ottiene la grazia, e successivamente la sua condanna viene revocata. Muore il 15 ottobre 1957 a La Roche-sur-Yon (Vandea).

### Annotazioni
1. ↑  In lingua francese École des Officiers torpilleurs.

### Fonti
1. ↑  Paxton, Robert O. Parades and Politics at Vichy: The French Officer Corps under Marshal Pétain. Princeton, NJ: Princeton University Press, 1966
2. 1 2 3 4 5 6 7 8  Le contre-amiral Marquis, Ouest-France, 16 janvier 1936.
3. ↑  Ouest-France del 18 avril 1939.
4. ↑  Ouest-France del 28 novembre 1940.